# Jeanne-Le Ber

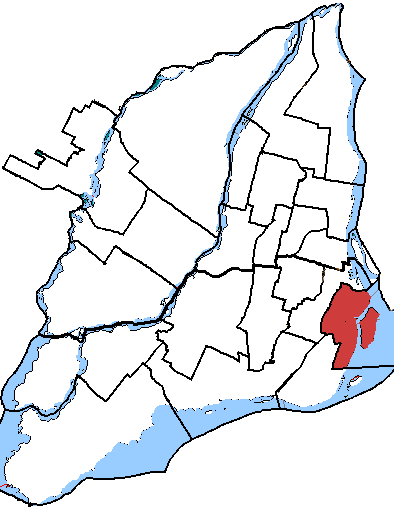
Jeanne-Le Ber par rapport aux autres districts électoraux montréalais

Jeanne-Le Ber était une circonscription électorale fédérale à Montréal, dans la province canadienne de Québec. La circonscription est nommée en l'honneur de Jeanne Le Ber, une recluse missionnaire de la Nouvelle-France.

## Géographie
La circonscription incluait l'arrondissement de Verdun et les quartiers de Saint-Henri, l'île des Sœurs, Petite-Bourgogne et Pointe-Saint-Charles, ainsi que la partie est de Côte-Saint-Paul et la partie ouest du Griffintown, dans l'arrondissement du Sud-Ouest.
Les circonscriptions limitrophes étaient Westmount—Ville-Marie, Laurier—Sainte-Marie, Saint-Lambert, Brossard—La Prairie, et LaSalle—Émard.

## Histoire
La circonscription électorale de Verdun—Saint-Henri a été créé en 1996 à partir de  Verdun—Saint-Paul et une partie de Saint-Henri—Westmount. Le nom a été changé en Verdun—Saint-Henri—Saint-Paul—Pointe-Saint-Charles puis renommé en Jeanne-Le Ber en 2004. Abolie lors du redécoupage de 2012, elle fut redistribuée parmi LaSalle—Émard—Verdun et Ville-Marie—Le Sud-Ouest—Île-des-Sœurs.

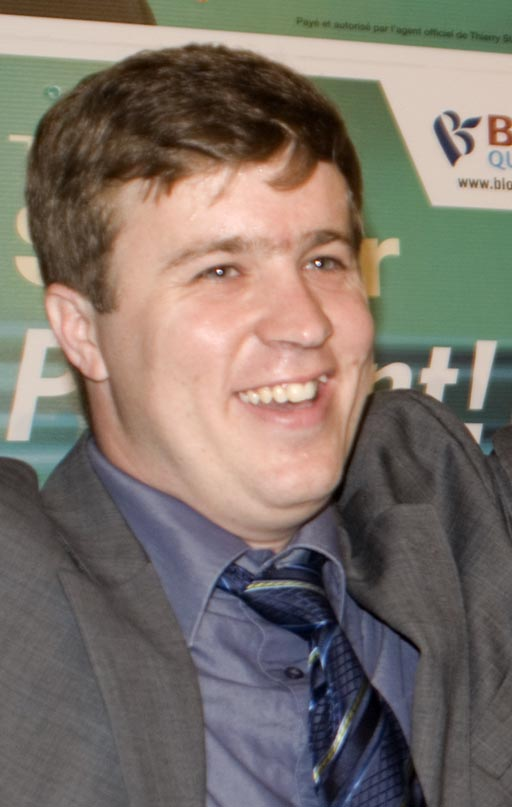
Thierry StCyr

## Liste des députés
| Législature                                                                   | Années    | Député      | Député          | Parti          |
| ----------------------------------------------------------------------------- | --------- | ----------- | --------------- | -------------- |
| Verdun—Saint-Henri issue de Verdun—Saint-Paul et Saint-Henri—Westmount        |           |             |                 |                |
| 36e                                                                           | 1997–2000 |             | Raymond Lavigne | Libéral        |
| Verdun—Saint-Henri—Saint-Paul—Pointe Saint-Charles                            |           |             |                 |                |
| 37e                                                                           | 2000–2002 |             | Raymond Lavigne | Libéral        |
| 37e                                                                           | 2002–2004 | Liza Frulla |                 | Libéral        |
| Jeanne-Le Ber                                                                 |           |             |                 |                |
| 38e                                                                           | 2004–2006 |             | Liza Frulla     | Libéral        |
| 39e                                                                           | 2006–2008 |             | Thierry St-Cyr  | Bloc québécois |
| 40e                                                                           | 2008–2011 |             | Thierry St-Cyr  | Bloc québécois |
| 41e                                                                           | 2011–2015 |             | Tyrone Benskin  | NPD            |
| Dissoute parmi LaSalle—Émard—Verdun et Ville-Marie—Le Sud-Ouest—Île-des-Sœurs |           |             |                 |                |

Légende: Les années en italiques représentent des élections partielles.

## Résultats électoraux

### Tendances

#### Répartition des voix obtenu par les principaux partis
| |
| - Parti libéral - Parti conservateur - NPD - Bloc québécois - Parti vert - Progressiste-conservateur (ancien) - Alliance canadienne (ancien) - Réformiste (ancien) |